# NGC 4302
NGC 4302 ist eine Spiralgalaxie vom Hubble-Typ Sc mit aktivem Galaxienkern im Sternbild Haar der Berenike am Nordsternhimmel. Sie ist rund 49 Millionen Lichtjahre von der Milchstraße entfernt und hat einen Durchmesser von etwa 80.000 Lichtjahren. Gemeinsam mit NGC 4298 bildet sie das stark gravitativ gebundene Galaxienpaar Holm 377 oder KPG 332. Unter der Katalognummer VCC 497 ist sie als Mitglied des Virgo-Galaxienhaufens eingetragen.
Im selben Himmelsareal befinden sich u. a. die Galaxien NGC 4262, IC 781, IC 3177, IC 3238 und IC 3244, einige Grad östlich die drei Riesengalaxien M87, M89 und M90, deren Schwerewirkung die Dynamik des Galaxienhaufens dominiert.
Die Typ-IIL-Supernova SN 1986E wurde hier beobachtet.
Das Objekt wurde am 8. April 1784 von dem Astronomen William Herschel entdeckt.